# Филип II фон Алт и Нойенбаумберг
Филип II фон Алт и Нойенбаумберг (на немски: Philipp II Raugraf in Alt und Neu-Baumberg; * пр. 1361; † 1397) е рауграф на Алтенбаумбург (над Алтенбамберг) и Нойенбаумбург (в Ной-Бамберг, Рейнланд-Пфалц).

## Произход
Той е син на рауграф Филип I фон Нойенбаумбург († 1359) и съпругата му графиня Агнес фон Лайнинген († 1387/1389), дъщеря на граф Жофрид I фон Лайнинген-Харденбург († 1344) и Матилда фон Залм-Оберзалм († сл. 1341).
Синът му Ото I чрез женитба става граф фон Залм и основава линията „Нойенбаумберг граф цу Залм“.

## Фамилия
Филип II фон Алт и Нойенбаумберг се жени през 1371 г. за Агнес (Анна) фон Боланден (* пр. 1366; † сл. 1409), наследничка на Алтенбаумберг, единствена дъщеря на Филип VII фон Боланден († 1376) и графиня Мена (Имагина) фон Лайнинген († 1408), дъщеря на граф Фридрих VI фон Лайнинген († 1342) и Юта фон Изенбург-Лимбург († 1335). Те имат децата:
- Вилхелм цу Нойенбаумберг († пр. 15 март 1400)
- Ото I фон Алт- и Нойенбаумберг († март 1464), рауграф на Алт- и Нойенбаумберг, граф на Залм, основава линията „Нойенбаумберг граф цу Залм“, женен I. пр. 1402 г. за графиня Мария Магдалена фон Залм († 1 октомври 1414/19 юни 1415), II. 19 юни 1415 г. за Елизабет д'Аргенто († сл. 1464)
- Имагина фон Алт- и Нойенбаумберг († сл. 1449), омъжена пр. 27 август 1401 г. за Филип II фон Даун-Оберщайн († 4 март 1432)

## Галерия
- Замък Нойенбаумбург
- Замък Алтенбаумбург